# Escala exótica
Em música, chamam-se escalas exóticas as escalas musicais que não obedecem à formação normal das escalas pentatônicas, diatônicas e cromáticas. Em geral são escalas microtonais, escalas diatônicas com alterações em um ou mais graus ou escalas produzidas artificialmente.

## Principais Escalas Exóticas
- Escala hexafônica (tons inteiros)
- Escala Cigana
- Escala Árabe
- Escala nordestina
- Lídio b7